# Spirotropis (plante)
Genre
Classification phylogénétique
Spirotropis est un genre de plantes à fleurs dicotylédones de la famille des Fabaceae, sous-famille des Faboideae, originaire d'Amérique du Sud, qui comprend deux  espèces acceptées.

## Liste d'espèces
Selon The Plant List (13 novembre 2018) :
- Spirotropis candollei Tul.
- Spirotropis longifolia (DC.) Baill.